# Alter jüdischer Friedhof (Rožmberk nad Vltavou)

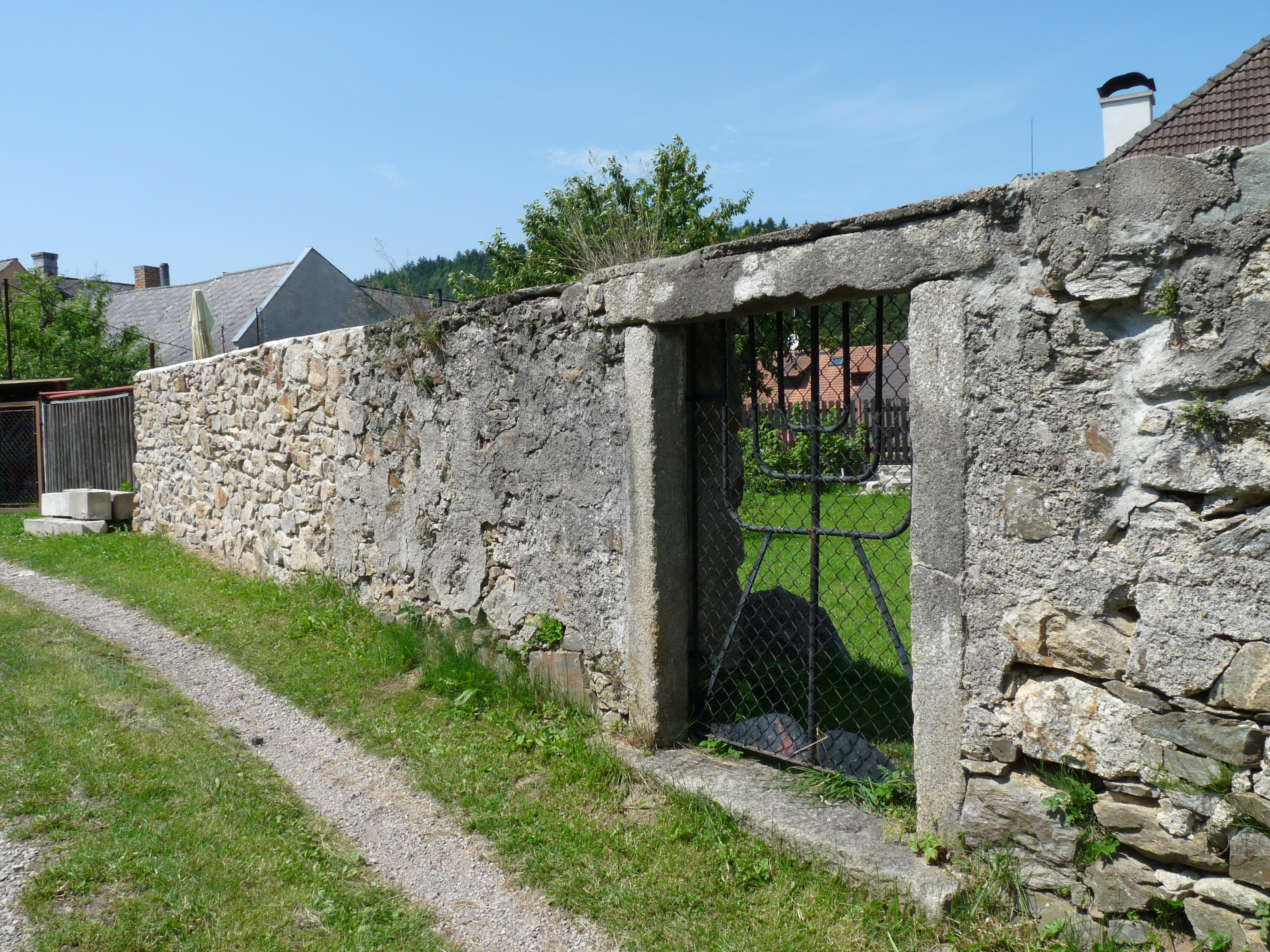
Eingang zum alten jüdischer Friedhof in Rožmberk

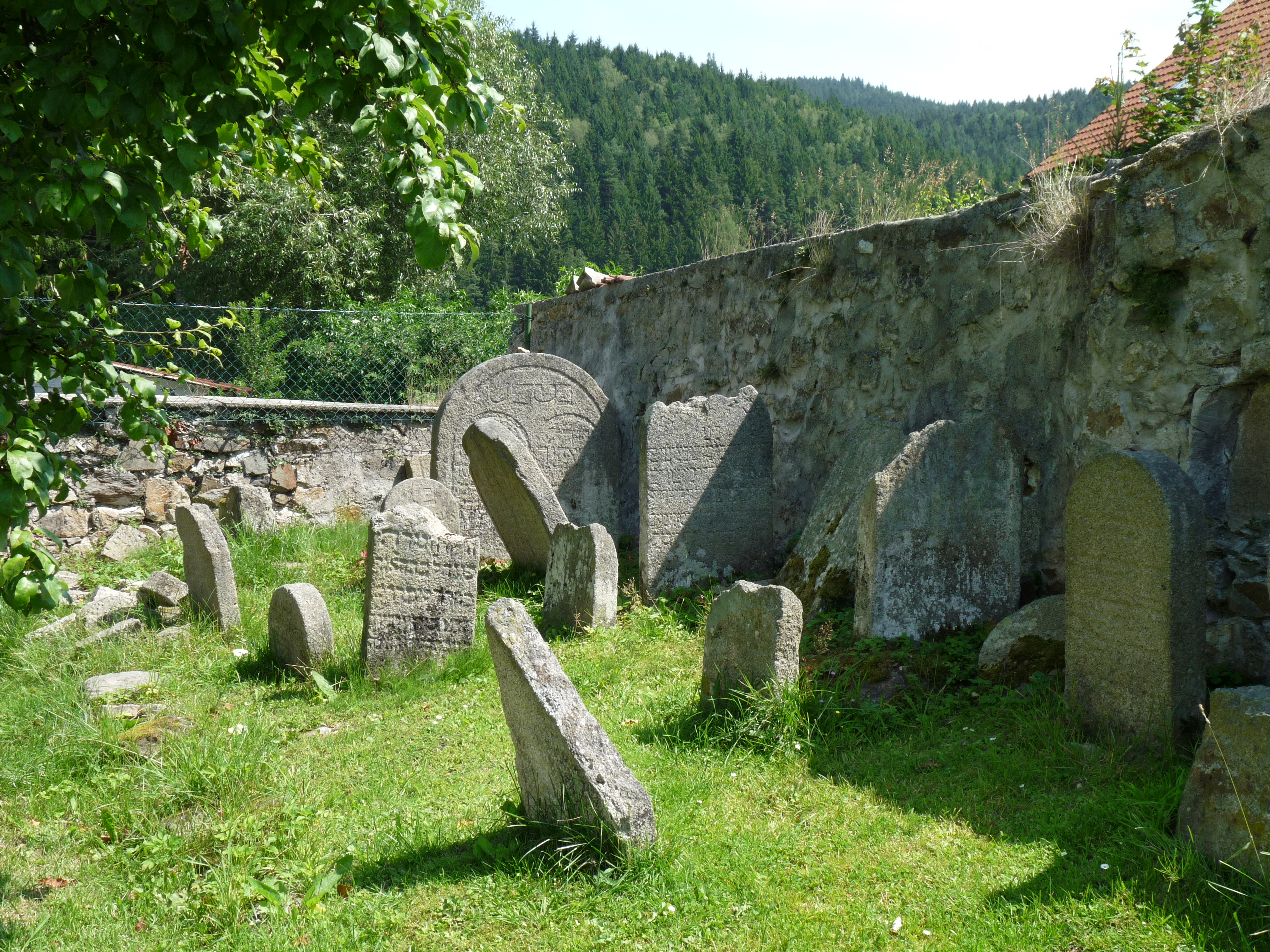
Grabsteine

Der Alte jüdische Friedhof in Rožmberk nad Vltavou (deutsch Rosenberg), einer Stadt im Okres Český Krumlov in Tschechien, soll um 1500 angelegt worden sein. Der jüdische Friedhof liegt am linken Moldauufer im Zentrum Rosenbergs.

## Geschichte
Die ältesten Grabsteine auf dem alten Friedhof stammen aus dem ausgehenden 16. Jahrhundert. Hier wurden die jüdischen Verstorbenen der südböhmischen Bezirke Krummau und Kaplitz bestattet. Bis zur Schaffung des Jüdischen Friedhofs Linz 1862 fanden auch zahlreiche Angehörige der Israelitischen Kultusgemeinde Linz hier ihre letzte Ruhe. Ende des 19. Jahrhunderts wurde der Neue jüdische Friedhof an der Krummauer Straße außerhalb des Stadtzentrums angelegt.
Während der deutschen Besetzung des sogenannten Sudetengaus wurden die meisten Grabsteine von deutschen Nationalsozialisten zerstört. Auf dem alten jüdischen Friedhof befinden sich heute noch etwa 30 Grabsteine.